# Курц (тауншип, Миннесота)
Курц (англ. Kurtz) — тауншип в округе Клей, Миннесота, США. На 2000 год его население составило 288 человек.

## География
По данным Бюро переписи населения США площадь тауншипа составляет 84,0 км², из которых 84,0 км² занимает суша, водоёмов нет.

## Демография
По данным переписи населения 2000 года здесь находились 288 человек, 101 домохозяйство и 82 семьи.  Плотность населения —  3,4 чел./км².  На территории тауншипа расположено 104 постройки со средней плотностью 1,2 построек на один квадратный километр. Расовый состав населения: 96,88 % белых, 0,69 % афроамериканцев, 0,35 % коренных американцев, 1,39 % — других рас США и 0,69 % приходится на две или более других рас. Испанцы или латиноамериканцы любой расы составляли 1,39 % от популяции тауншипа.
Из 101 домохозяйства в 38,6 % воспитывались дети до 18 лет, в 74,3 % проживали супружеские пары, в 3,0 % проживали незамужние женщины и в 18,8 % домохозяйств проживали несемейные люди. 12,9 % домохозяйств состояли из одного человека, при том 8,9 % из — одиноких пожилых людей старше 65 лет. Средний размер домохозяйства — 2,85, а семьи — 3,17 человека.
26,4 % населения — младше 18 лет, 8,0 % — в возрасте от 18 до 24 лет, 27,4 % — от 25 до 44, 28,5 % — от 45 до 64, и 9,7 % — старше 65 лет. Средний возраст — 40 лет. На каждые 100 женщин приходилось 101,4 мужчин.  На каждые 100 женщин старше 18 приходилось 96,3 мужчин.
Средний годовой доход домохозяйства составлял 62 750 долларов, а средний годовой доход семьи —  62 750 долларов. Средний доход мужчин —  41 750  долларов, в то время как у женщин — 26 250. Доход на душу населения составил 23 501 доллар. За чертой бедности находились 2,5 % семей и 1,4 % всего населения тауншипа, из которых 2,2 % младше 18 лет.